# IC 5146
IC 5146 је расијано јато са емисионом маглином у сазвјежђу Лабуд које се налази на листи објеката дубоког неба у Индекс каталогу.
Деклинација објекта је + 47° 16' 0" а ректасцензија 21h 53m 24,0s. IC 5146 је још познат и под ознакама OCL 213, LBN 424, Cocoon nebula.